# Mono marino de Steller
El mono marino de Steller es un supuesto mamífero marino observado por el zoólogo alemán Georg Steller el 10 de agosto de 1741 en los alrededores de las islas Shumagin, en Alaska. El animal medía 1,5 m de largo, tenía cabeza de perro, largos bigotes caídos, cuerpo alargado pero robusto, pelaje espeso, sin extremidades y aletas en la cola parecidas a las de un tiburón. Describió a la criatura como juguetona y curiosa, como un mono. Tras observarla durante dos horas, intentó dispararle y recogerla, pero falló y la criatura se alejó nadando.
Ha habido cuatro intentos de clasificar científicamente a la criatura, descrita como Simia marina, Siren cynocephala, Trichechus hydropithecus y Manatus simia. Lo más probable es que Steller simplemente identificara erróneamente un oso marino ártico (Callorhinus ursinus).

## Relatos

### Relato original
El zoólogo alemán Georg Steller, a bordo del navío St. Peter en la Gran Expedición Septentrional de Vitus Bering (1733-1743), describió varias especies nuevas durante el viaje. Hacia el atardecer del 10 de agosto de 1741, cerca de las islas Shumagin (Alaska), Steller informó de la presencia de una criatura extraña e inidentificable flotando cerca del barco.
Según Steller, la criatura miró fijamente al barco durante dos horas, aparentemente con admiración. Se acercó tanto al barco que podría haber sido pinchada con un palo, pero nadaba más lejos cada vez que la tripulación intentaba acercarse. Dijo que sacó un tercio de su cuerpo fuera del agua, manteniendo una postura similar a la humana, durante varios minutos. Al cabo de media hora, la criatura se sumergió en el agua y nadó por debajo del barco hasta el otro lado, y lo hizo repetidamente unas treinta veces.
Steller declaró que, cuando pasó flotando un gran tallo de alga de unos 5,5-7,5 m (3-4 brazas; 18-24 pies) de largo, la criatura nadó rápidamente hacia él y lo agarró con la boca. La criatura nadó más cerca del barco y, al parecer, hizo malabarismos con él como un mono amaestrado, aunque comiendo trozos de vez en cuando. La descripción que hizo Steller de la criatura como un mono de mar probablemente se debió más a ese comportamiento que a su parecido real con un mono.
Steller intentó recoger al animal, por lo que cogió una pistola y le disparó, pero falló. Informó de que la criatura desapareció un momento, pero regresó rápidamente, asustada, y volvió a acercarse poco a poco al barco. Steller volvió a dispararle, pero falló o sólo hirió a la criatura, que se alejó nadando. No se volvió a ver.

### Otros testimonios
En junio de 1965, el marinero Miles Smeeton, su hija Clio y su amigo Henry Combe vieron supuestamente una criatura similar en la costa norte de la isla Atka. La criatura medía aproximadamente 1,5 m de largo, tenía un pelaje amarillo rojizo de 10-13 centímetros y una cara parecida a la de un perro de raza shih-tzu. Smeeton detalla este encuentro de 10-15 segundos en su libro Misty Island, señalando que las observaciones de Steller coincidían estrechamente con las suyas.

## Descripción
Steller informó de que la criatura medía dos ells (1,8 m) de largo, la longitud combinada del antebrazo y la mano extendida. Supuestamente tenía una cabeza parecida a la de un perro, con orejas puntiagudas y erguidas, ojos grandes y bigotes en los labios superior e inferior parecidos a los de Fu Manchú.
Describió el cuerpo como largo y gordo, que se adelgazaba hacia la cola. Dijo que la criatura tenía un pelaje espeso, gris en la espalda y blanco rojizo en el vientre. No vio extremidades anteriores ni aletas pectorales. La cola parecía tener dos aletas, la superior el doble de grande que la inferior, como la de un tiburón.

## Historia de la investigación

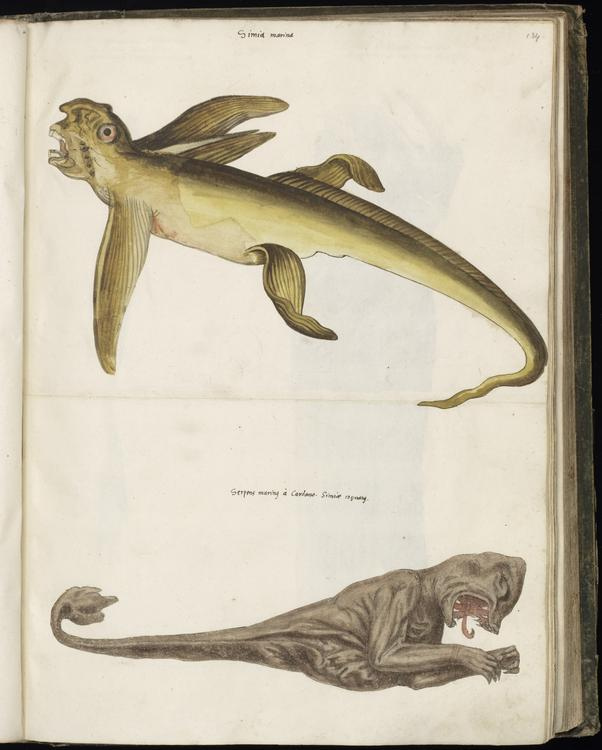
Simia marina en la Historia animalium de Conrad Gessner

Todos los escritos de Steller relativos a su expedición se publicaron póstumamente, pero la mayoría de sus escritos se perdieron. Su relato de la criatura se detalló en su diario, publicado en dos entregas por el zoólogo prusiano Peter Simon Pallas en 1781 y 1793. También hizo una pequeña nota en su libro más famoso De Bestiis Marinus, calificándolo de «relato imperfecto» por falta de un espécimen:

Describo las huellas de cierto animal desconocido en la isla de Shumagin, e inserto un esbozo de un mono marino, y con este relato imperfecto debo contentarme a mí mismo y a los demás.

Steller asignó esta criatura a "Simia marina" -que aparecía ilustrada en el libro Historia animalium del naturalista suizo Conrad Gessner- basándose en su parecido, su extraño comportamiento, sus rápidos movimientos y su carácter juguetón. Sin embargo, el hombre que informó por primera vez sobre S. marina, el biólogo italiano Gerolamo Cardano, dijo que probablemente se trataba de una serpiente, y Gessner afirmó que tenía una cubierta más parecida a la de una tortuga, y se informó de que la criatura era verde y carecía de pelo en general. Habían pasado al menos cinco años desde la última vez que Steller vio o leyó una descripción del mono marino de Gessner hasta que describió su relato.

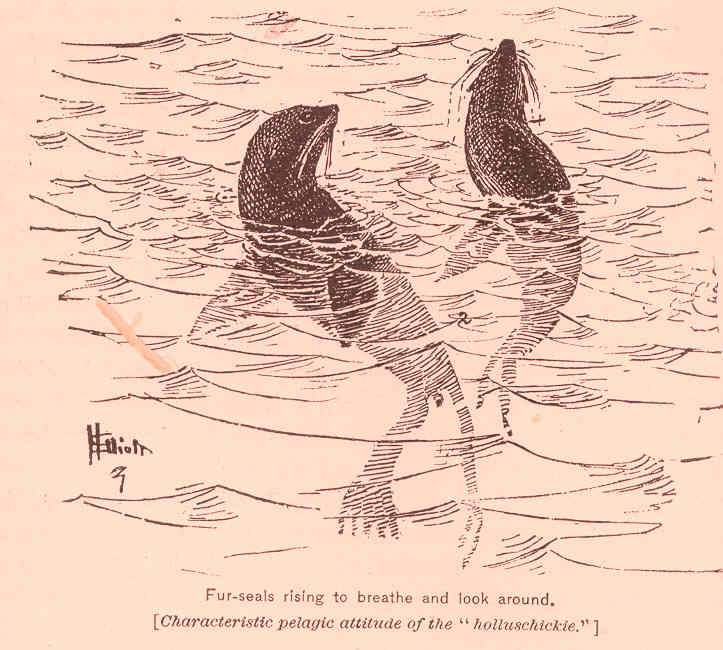
Steller puede haber identificado erróneamente un oso marino ártico (arriba)

En 1792, el naturalista alemán Johann Julius Walbaum describió científicamente al mono marino de Steller como Siren cynocephala. En 1800, por recomendación del naturalista galés Thomas Pennant, el zoólogo inglés George Shaw lo clasificó como un manatí: Trichechus hydropithecus.En 1815, el zoólogo alemán Johann Karl Wilhelm Illiger también lo describió como manatí, Manatus simia, pero este trabajo en particular fue calificado más tarde de «conglomerado sin valor» de especies de sirenios y cetáceos por el mastozoólogo estadounidense Joel Asaph Allen en 1882, con nuevas especies enumeradas aparentemente sin motivo, sin descripción ni justificación.
En 1805, el naturalista alemán Wilhelm Gottlieb Tilesius von Tilenau observó que el mono marino de Steller se parecía mucho al oso marino ártico (Callorhinus ursinus). Asimismo, en 1936, el zoólogo noruego Leonhard Stejneger dijo que Steller probablemente observó a un oso marino soltero, ya que se sabe que los osos marinos en un estado de ánimo juguetón muestran los comportamientos observados, y nadan con la aleta delantera metida hacia dentro, lo que puede haber dado la impresión de carecer completamente de extremidades anteriores en un entorno con poca luz. Además, Steller hizo su relato antes de encontrarse con un oso marino.